# Stixx
Stixx is een bordspel, uitgegeven door Goliath. Het spel is te spelen vanaf 7 jaar, voor 2 tot 6 spelers.

## Inhoud en voorbereiding
- 1 spelbord
- 42 gekleurde stixx (7 van elke kleur)
- 1 grijze stixx: de wisselstixx
- 6 geheime kleurdoppen

Leg de geheime kleurdoppen omgekeerd op tafel. Dit wil zeggen met de kleur naar beneden. Rutsel ze nu door elkaar. Nu mag iedere speler 1 kleurdop nemen en bekijken. Hij laat zijn kleur niet aan de andere zien.
Verdeel de 42 stixx zodanig over het spelbord dat de stixx van dezelfde kleur zo veel mogelijk verspreid over het bord komen te liggen. Probeer te vermijden dat stixx van dezelfde kleur dikwijls naast elkaar liggen. Zorg er ook voor dat in het midden van het spelbord elke kleur één keer voorkomt. De wisselstixx wordt naast het spelbord geplaatst.

## Het spel
De eerste speler pakt een stixx naar keuze van het spelbord (in zijn eigen kleur of een andere kleur) en leg de wisselstixx ervoor in de plaats. De volgende speler pakt een stixx die grenst aan de wisselstixx en vervangt hem door de wisserstixx. Een speler heeft ook de mogelijkheid om twee keer achter elkaar te spelen. Hij moet dan wel zijn eigen kleur bekennen of de kleur van een tegenstander raden. Als een speler fout raad. Heeft hij pech gehad en mag hij geen enkele stixx nemen.

## Einde spel
Het spel eindigt als een van de volgende drie dingen gebeurt:
- Als een van de spelers alle 7 stixx van z'n eigen kleur heeft verzameld
- Als de wisselstixx geïsoleerd komt te liggen omdat er geen stixx meer aan grenzen
- Als alle stixx van het bord zijn genomen

## Winnaar
De winnaar is de speler die de meeste stixx van zijn eigen kleur heeft verzameld. Bij een gelijk spel is de winnaar, de speler die de meeste stixx van één andere kleur bezit. Dus buiten zijn eigen kleur. Is de uitslag dan nog gelijk, dan wint de speler wiens kleur het laatste bekend is geworden.